# Heliophanus menemeriformis
Heliophanus menemeriformis este o specie de păianjeni din genul Heliophanus, familia Salticidae, descrisă de Strand, 1907. Conform Catalogue of Life specia Heliophanus menemeriformis nu are subspecii cunoscute.